# Lina's
 (avril 2012).
Lina’s est une chaîne française de restauration rapide haut de gamme créé en 1989.

## Historique
En 1989, le premier restaurant Lina's est ouvert, au 50 rue Étienne-Marcel dans le 2e arrondissement de Paris[réf. souhaitée].
En 1994, le premier restaurant franchisé est ouverte en Martinique et ouvertures de magasins en Corée du Sud et en Colombie. Le réseau créée franchise et se développe à l'international à partir de 1995[réf. souhaitée]. 
En 2000, la chaîne est rachetée par le groupe NI Partners (Natixis). La chaîne compte alors un peu plus de 50 établissements en France et dans le monde dont en partie franchise. 
En 2009, la chaîne change à nouveau de main et est racheté par la société d'investissements Cogexco.
En 2013, Lina's est racheté par le groupe de restauration Noura ; elle est alors en perte de vitesse,,. Durant les années 2014 et 2015, l'enseigne ferme les unités désuètes et non rentables.
L'entreprise comporte 31 établissements en août 2019[réf. souhaitée].

## Identité visuelle

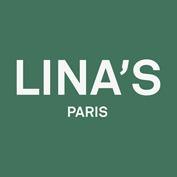
Logo de Lina's jusqu'en 2015.
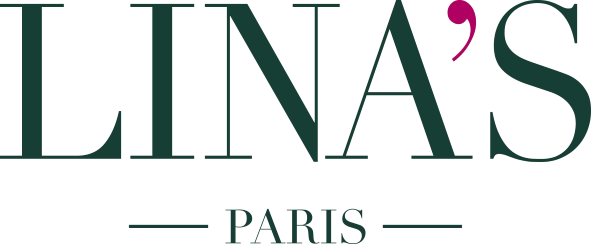
Logo de Lina's depuis 2015.